# Армаш
Армаш (на турски: Ağırmeşe Çiftliği) е село в Източна Тракия, Турция. Селото принадлежи административно на околия Чорлу, вилает Родосто.

## География
Селището отстои на около 17 км източно от околийския център Чорлу.

## История
Статистиката на професор Любомир Милетич от 1912 отбелязва Армашъ като българско село.